# 황석순
황석순(1959년 12월 9일 ~)은 대한민국의 언론인으로 2012년 현재 뉴시스의 편집국장이다.

## 생애
1959년 충남 보령에서 태어났다. 고향에서 초ㆍ중ㆍ고를 졸업하고 중앙대학교에서 신문방송학을 전공했으며, 동 대학 신문방송대학원에서 석사학위를 취득했다. 1986년 기자 생활을 시작하여 서울신문(스포츠서울), 세계일보를 거쳐 1991년 문화일보 창간멤버로 입사해 사회부 기자 등을 거쳐 사회부 사건팀장,사회2부장, 산업부장, 광고국부국장을 거쳤으며, 2005년 편집부국장으로 임명되었다. 2010년 7월부터 뉴시스의 편집국장으로 재직 중이다.
저서로는 『언론인 황석순의 세상읽기, 전봇대를 뽑자』가 있다. 2010년 2월 26일 중앙대학교에서 출판기념회를 가졌다.
2010년 3월 2일 동작구청장 한나라당 예비후보로 등록했다.